# Capital One Arena
Capital One Arena, původním názvem MCI Center, je víceúčelová hala, která stojí ve Washingtonu, D.C. ve Spojených státech. Je vhodná nejen pro pořádání sportovních událostí, ale i pro kulturní a zábavní akce, koncerty a další. 
Stadion se otevřel 2. prosince 1997 po více než dvouroční výstavbě. Kapacita haly na lední hokej dosahuje až 18 506 míst, na basketbal dokonce 20 308 míst. Aréna je domovem Washingtonu Capitals hrajícího nejvyšší severoamerickou soutěž National Hockey League (NHL), mužského basketbalového týmu Washingtonu Wizards z National Basketball Association (NBA), ženského basketbalového týmu Washingtonu Mystics působící ve Women's National Basketball Association (WNBA) a také Georgetownu Hoyas z Národní vysokoškolská atletická asociace (NCAA). Dříve zde krátkou dobu působil také lakrosový tým Washington Power.
Aréna je pojmenována podle jejího hlavního sponzora, telekomunikační společnosti Verizon Communications. Přezdívku „Telefonní budka“ (anglicky: „The Phone Booth“) získala od místního fanouška Gordieho Golda, protože má historická spojení s různými telekomunikačními společnostmi, jako například se společností MCI Inc.

## Vyřazené dresy
| Číslo | Hráč         | Pozice | Kariéra   | Datum vyřazení     |
| ----- | ------------ | ------ | --------- | ------------------ |
| 5     | Rod Langway  | O      | 1982–1993 | 26. listopadu 1997 |
| 7     | Yvon Labre   | O      | 1974–1980 | 22. listopadu 1980 |
| 11    | Mike Gartner | PK     | 1979–1989 | 28. prosince 2008  |
| 32    | Dale Hunter  | C      | 1987–1999 | 11. března 2000    |

| Číslo | Hráč        | Pozice | Kariéra   | Datum vyřazení    |
| ----- | ----------- | ------ | --------- | ----------------- |
| 10    | Earl Monroe | Křídlo | 1967-1971 | 1. prosince 2007  |
| 11    | Elvin Hayes | Pivot  | 1972–1981 |                   |
| 25    | Gus Johnson | Pivot  | 1963–1972 | 13. prosince 1986 |
| 41    | Wes Unseld  | Pivot  | 1968–1981 | 1981              |